# Libnotes howensis
Libnotes howensis là một loài ruồi trong họ Limoniidae. Chúng phân bố ở miền Australasia.